# Thile I. Wolff von Gudenberg
Thile I. Wolff von Gudenberg (auch Thilo; † 1404/06) war ein hessischer Adeliger, Pfandbesitzer der Herrschaft Itter an der mittleren Eder in Nordhessen, und landgräflich-hessischer Amtmann in Kassel.

## Herkunft
Er entstammte dem ritterbürtigen Geschlecht der Wolff von Gudenberg, das seinen Beinamen von seinem Stammsitz auf dem Großen Gudenberg bei Zierenberg hatte und dessen männliche Mitglieder zumeist als Ministeriale und Burgmannen der mächtigeren Territorialherren der Gegend (Erzstift Mainz, Landgrafschaft Hessen, Grafschaft Waldeck, Abtei Corvey) dienten.  Er war der ältere Sohn des Arnold IV. Wolff von Gudenberg (erwähnt 1322–1376) und dessen Frau Agnes von Brakel.  Sein Bruder Arnold V. († 1398) wurde Abt des nahen Klosters Hasungen und war danach von 1396 bis zu seinem Tod Abt von Corvey.

## Leben
Obwohl er, laut Georg Landau, sich selbst mit dem Status eines Edelknechts zufriedengab und auf den persönlichen Ritterschlag verzichtete, war Thile Wolff von Gudenberg sicherlich einer der bedeutendsten Sprosse seines Geschlechts.  Ihm gelang es, die Herrschaft Itter in den Besitz seines Hauses zu bringen und die niederadeligen Wolff von Gudenberg dadurch von Burgmannen und Ministerialen zu regionalen Territorialherren zu machen.  Thile genoss offensichtlich hohes Ansehen als fähiger und verlässlicher Lehnsmann der Landgrafen von Hessen und der Grafen von Waldeck.  Auch muss er sein Vermögen erfolgreich vermehrt haben, denn er konnte seinen Lehnsherren offensichtlich beträchtliche Summen leihen – oder seine Dienste waren so wertvoll, dass sie nur durch Verpfändung von Grundbesitz vergütet werden konnten.
Nachdem der letzte der Herren von Itter im Jahre 1356 von einem Verwandten erstochen worden war, nahmen Kurmainz und Landgraf Heinrich II. von Hessen die verwaiste Herrschaft Itter in Besitz und teilten sie, soweit Teile derselben nicht Lehen anderer Territorialherren wie Waldeck oder Corvey waren, zwischen sich, wobei keine neue Grenzziehung vorgenommen wurde, sondern alle Einkünfte gleichmäßig geteilt wurden.  Drei Jahre später, 1359, verpfändete Mainz seine Hälfte der Herrschaft an den Grafen Otto II. von Waldeck.
Dieser wiederum verpfändete im Jahre 1362 Höringhausen, das die Waldecker Grafen bereits seit 1326 von den Herren von Itter zu Pfand hielten, an die Wolff von Gudenberg, vermutlich an Thiles Vater Arnold IV.  1381 verpfändete Graf Otto dann die gesamte Mainzer Hälfte der Herrschaft Itter für insgesamt 3585 Gulden weiter an Thile Wolff von Gudenberg.  Außerdem belehnte er ihn auch mit den waldeckischen Anteilen der Herrschaft, nämlich dem Hof Lauterbach bei Obernburg und der Scheuermühle bei Herzhausen.  Zwei Jahre später, 1383, verpfändete Landgraf Hermann II. den hessischen Teil der Herrschaft Itter für 395 Mark Silber und 300 Schillinge Turnose ebenfalls an Thile Wolff von Gudenberg, womit die gesamte Herrschaft Itter in dessen Pfandbesitz kam.  Dieser hessische Teil von Itter war zunächst, unter dem Vorbehalt der Wiedereinlöse und der Öffnung der Itterburg, an die Vettern Stephan und Hermann von Schartenberg verpfändet worden und 1376 an Hermann von Schartenberg übergegangen.  Dieser starb 1382, und die Pfandschaft wurde an Thile Wolff von Gudenberg übertragen. Zwar hatte Thile bei dieser letzten Erwerbung noch einen Erben Hermanns von Schartenberg, Friedrich III. von Hertingshausen, als Teilhaber, den er jedoch bald darauf abfand.
Zum Gebiet der Herrschaft Itter zählten zu dieser Zeit folgende 21 Dörfer: Altenlotheim, Asel, Basdorf, Ederbringhausen, Buchenberg, Dorfitter, Harbshausen, Herzhausen, Kirchlotheim, Marienhagen, Niederorke, Obernburg mit Hof Lauterbach, Oberwerba (die westliche Hälfte), Schmittlotheim, Thalitter, Vöhl, die Exklave Eimelrod mit Hemmighausen und Deisfeld, und die Exklave Höringhausen.  Thile bezog die Itterburg, nannte sich nunmehr „Wolff von Gudenberg zu Itter“, und begann mit dem Bau einer neuen Burg am südlichen Ortsrand von Vöhl, die er zu seiner Residenz machte.
Im Jahre 1385 wurde Thile Amtmann zu Kassel und nahm auf Seite des Landgrafen an dessen kurz darauf ausgebrochenen Krieg mit der Stadt Kassel, Herzog Balthasar von Thüringen, Herzog Otto von Braunschweig-Göttingen und dem Mainzer Erzbischof Adolf I. von Nassau, teil.  Zur Belohnung für seine Dienste gab ihm Landgraf Hermann im Jahre 1391 eine Anzahl der von verurteilten Kasseler Bürgern eingezogenen Güter.
Thile Wolff von Gudenberg zu Itter war Mitglied des aus dem Sternerbund hervorgegangenen, am 29. September 1385 von 28 nordhessischen, waldecker und westfälischen Adeligen für die Dauer von fünf Jahren gegründeten Bunds der Falken.  Nach dessen Auflösung wurde er Mitglied im 1391 gegründeten Nachfolgebund der Bengler.
Im Jahre 1395 schuldete ihm der Landgraf 1000 Pfund, für deren Zahlung die Stadt Zierenberg Bürge wurde.  Als 1398 die Herren Groppe von Gudenberg im Mannesstamm erloschen, folgte er zusammen mit den Herren von Gudenberg in deren erledigten Lehen; die mainzischen empfing er am 30. Januar 1400 zu Frankfurt, die ravensbergischen am 24. Mai 1400 zu Köln.
Thile Wolff von Gudenberg starb zwischen 1404 und 1406, vermutlich in Vöhl.  Er hatte den Besitz und den Ruf seines Hauses erheblich vermehrt. Sein Enkel Thile II. nannte sich ab 1476 Herr von Itter und fügte 1479 das Wappen derer von Itter seinem eigenen hinzu.
Erst 1542 lösten die Waldecker, 1562 auch die Landgrafen von Hessen ihr Pfand auf die Herrschaft Itter ein.

## Ehe und Nachkommen
Thile war verheiratet mit Jutta von Büren.  Gesicherte Nachkommen, laut Georg Landau, waren eine Tochter namens Jutta, die einen Friedrich von Padberg heiratete, und zwei Söhne, Wolf I. und Arnold VI., denen schon im Jahre 1388 das Stift Kaufungen seine Güter zu Obermeiser und Escheberg verpfändet hatte.
Wahrscheinlich war auch Johann Wolff, der als Nachfolger von Arnold Wolff als Abt im Kloster Hasungen erwähnt ist, ein Sohn Thiles.
Wilhelm Wolff von Gudenberg zu Itter, der 1429 nach Andernach ging und dessen Sohn Gotthard (Goddart) Wolff von Gudenberg zu Itter im Jahre 1440 mit seiner Heirat mit Sybilla von Metternich das Haus Wolff-Metternich begründete, war wohl ein Sohn Arnolds VI. und somit Enkel Thiles.